# Butino (chimica)
Con il termine butino si fa riferimento a una tipologia di alchini di formula bruta C4H6 costituiti da quattro atomi di carbonio e dalla presenza di un triplo legame C≡C.
A seconda della posizione del triplo legame si possono avere i seguenti isomeri lineari:
- 1-butino (etilacetilene): CH≡C-CH2-CH3
- 2-butino (dimetilacetilene): CH3-C≡C-CH3

Pur differendo in modo significativo nelle loro reazioni a causa della posizione del triplo legame, i due butini hanno anche proprietà comuni. Entrambi, infatti, sono scarsamente solubili in acqua ma vantano una buona solubilità in etanolo ed etere, ed entrambi sono facilmente infiammabili e bruciano con una fiamma fuligginosa.